# Ернесто Теодоро Монета
Ернесто Теодоро Монета (итал. Ernesto Teodoro Moneta; 20. септембар 1833 — 10. фебруар 1918) био је италијански новинар, националиста, револуционарни војник и пацифиста. Био је део похода Пет дана Милана и Похода хиљаде. Добитник је Нобелове награде за мир 1907. године.